# Borůvkovo sanatorium
Borůvkovo sanatorium byl původní název soukromého zdravotnického zařízení pro movitější klientelu první republiky, které občas provádělo i nelegální potraty. Sídlilo v Praze na ulici Legerova č. 1627/61 a 1607/63. Budova je známá kvůli třídennímu pobytu Jana Palacha po upálení v roce 1969. Zemřel zde také farář Josef Toufar, a to na následky mučení StB.
Obě budovy byly postaveny odděleně v roce 1882. V budově čp. 1627 si otevřel sanatorium přední český gynekolog a chirurg Jaroslav Hausman. Po jeho smrtí v roce 1923 sanatorium převzal chirurg a porodník Vladimír Borůvka. V roce 1931 koupil vedlejší dům čp. 1607 a sanatorium rozšířil i tam.
Za Protektorátu v roce 1942 bylo sanatorium změněno na lékařskou kliniku určenou výhradně pro německé děti ubytované v Protektorátu v rámci akce Kinderlandverschickung. Po konci druhé světové války zde bylo opět sanatorium. Po únoru 1948 bylo sanatorium znárodněno. V roce 1950 zde v pokoji číslo 312 zemřel farář Josef Toufar na následky mučení StB.
V roce 1953 zde ve čtvrtém patře bylo otevřeno Oddělení pro léčbu popálenin Kliniky plastické chirurgie, jakožto součást Fakultní nemocnice Královské Vinohrady. Oddělení vedl zkušený plastický chirurg František Burian. Na toto oddělení byl 16. ledna 1969 převezen Jana Palach po svém upálení a zde také o tři dny později zemřel.
V roce 1983 se odsud oddělení popálenin odstěhovalo a budovu o rok později získala Akademie věd, která zde umístila Farmakologický ústav Akademie věd a Ústav experimentální medicíny Akademie věd. V 90. letech zde také sídlilo nakladatelství Academia, krátce zde také působila Fakulta humanitních studií UK. Později byla budova prázdná a v roce 2007 byla bezplatně převedena na Hasičský záchranný sbor, jehož pražská centrála leží za budovou a který chtěl budovu zrekonstruovat a využít. Později však k tomu určené peníze vložil do výstavby hasičské stanice v Modřanech a o budovu ztratil zájem.
V roce 2014 při příležitosti výročí úmrtí Jana Palacha nainstaloval na fasádu chátrající budovy umělec Otakar Dušek improvizovaný ilegální památník, který připomíná právě Jana Palacha a Josefa Toufara.
Hasičský záchranný sbor se pro něj nepotřebnou budovu rozhodl prodat. Ve výběrovém řízení v roce 2015 zvítězila společnost Reacabano s.r.o., která za budovy zaplatila 42 milionů Kč. Ta jej následně přeprodala společnosti United Corporation a. s., jež na adrese plánovala vybudovat hotel. Objekt byl nevyužívaný a chátral. Po roce 2018 o něj projevilo zájem nové vedení hl. m. Prahy. Zvažovalo také zařazení budovy do Muzea paměti 20. století.
V roce 2020 společnost United Corporation koupila developerská společnost Artisa Real Estate CZ s.r.o., v roce 2022 byla přeprodána investičnímu fondu, Fond realit, který spravuje Generali Investments CEE, investiční společnost, a.s. V roce 2023 začala rekonstrukce budovy, mělo by zde vzniknout 109 bytů pro krátkodobé a střednědobé ubytování.

## Ohlasy v kultuře
Budova byla inspirací pro sídlo vypravěččina pracoviště s literárním názvem „Ústav mezioborových studií člověka“ v románu Teorie podivnosti od české spisovatelky Pavly Horákové.